# Armintomys
Armintomys — вимерлий рід гризунів із Північної Америки, споріднений тушканчикам (Dipodidae) і мишам-стрибунам (Zapodidae). Це єдиний рід родини Armintomyidae. Він жив під час раннього еоцену. Крім того, Armintomys також є найстарішим відомим гризуном, який мав перехід емалі різців від кількашарової до одношарової. Його останки були знайдені лише в басейні річки Вінд у штаті Вайомінг. 